# Panforte

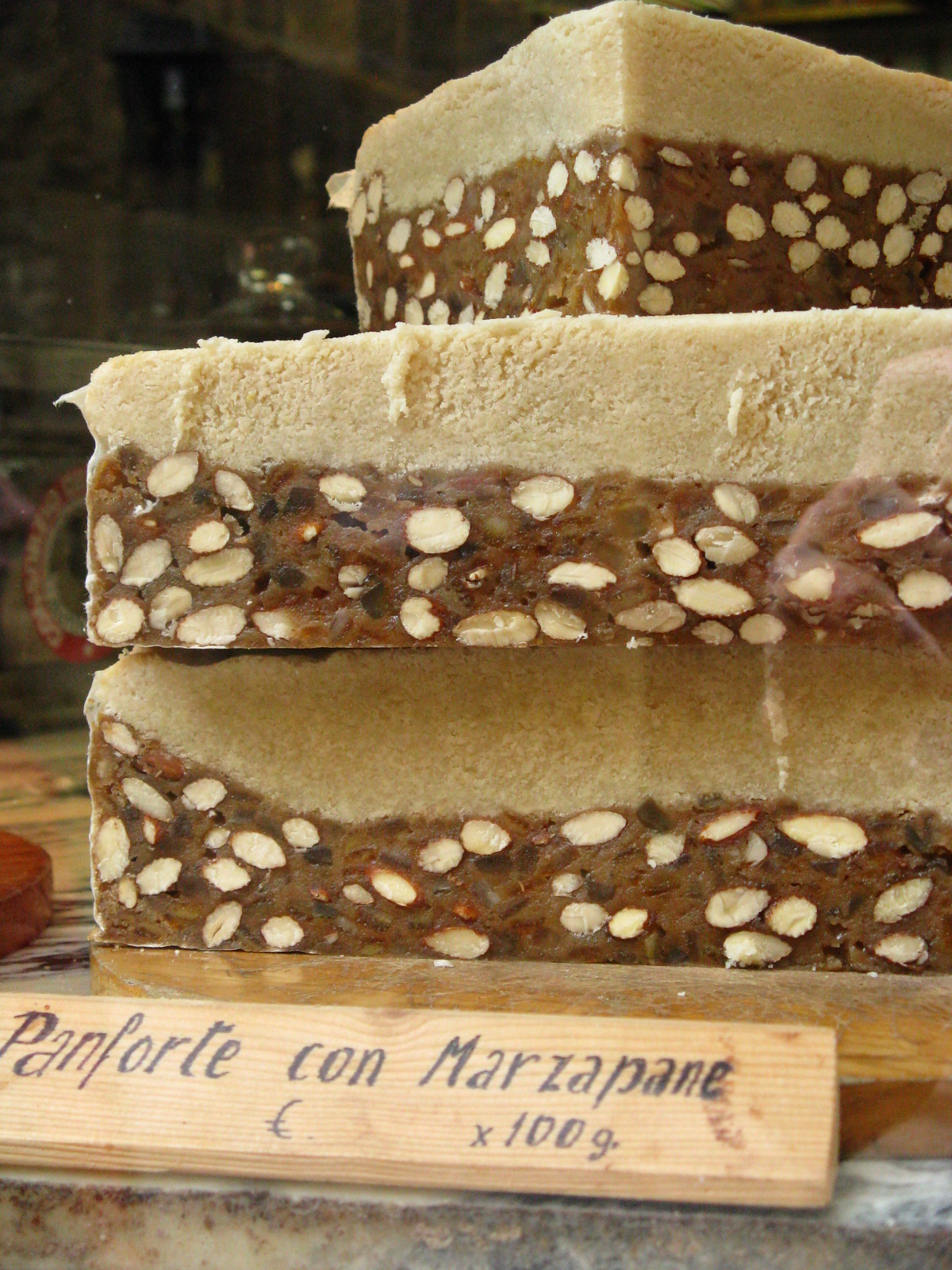
Panforte z marcepanem

Panforte (także: piernik sieneński, dosł. mocny chleb) – ciasto pochodzące ze środkowych Włoch (z Toskanii, zwłaszcza popularne w Sienie); rodzaj piernika. 
Specyficzny smak i konsystencję zapewniają ciastu duża ilość miodu, bakalie, orzechy, kakao i owoce.
Przepis, pochodzący ze Średniowiecza, udoskonalił właściciel cukierni Panforti Parenti (Siena) na cześć przybywającej w mieście królowej Małgorzaty Sabaudzkiej. Zmienił sposób kandyzowania owoców i dodał marcepan. Dzięki temu ciasto stało się jaśniejsze i bardziej miękkie. Ciasto spożywane jest szczególnie chętnie w okresie bożonarodzeniowym, choć dedykowane bywa św. Wawrzyńcowi (jego święto przypada 10 sierpnia). Panforte poleca się do spożywania maczane w słodkim, greckim winie Vinsanto.